# راس مک‌دانلد
راس مک‌دانلد (انگلیسی: Ross Macdonald; ۱۳ دسامبر ۱۹۱۵ – ۱۱ ژوئیهٔ ۱۹۸۳) نویسنده جنایی اهل ایالات متحده آمریکا بود.